# 瀬戸大橋架橋記念博覧会
瀬戸大橋架橋記念博覧会（せとおおはしかきょうきねんはくらんかい）とは、1988年（昭和63年）3月20日から8月31日まで開催された地方博覧会。瀬戸大橋開通を記念し、岡山県倉敷市児島と香川県坂出市にて別個に開催された。

## 概要
入場料はいずれの会場も大人2500円、高校生1500円、小中学生1000円、幼児500円

### 岡山側
- 名称：岡山県瀬戸大橋架橋記念博覧会（瀬戸大橋博'88・岡山）
- 主催：岡山県瀬戸大橋架橋記念博覧会協会
- テーマ：「むすぶ心　ひらく未来－21世紀へ向けて」
- 場所：岡山県倉敷市児島駅前
- 会場面積：約26ヘクタール[1]
- 入場者数：296万人

#### パビリオン・施設
- テーマ館
- 美しい日本館
- 国際交流館
- テレビ望遠鏡で瀬戸大橋が見える松下館
- 宇宙帆船NTT号
- ドレミファランド ～中国電力館～
- 三菱館
- 福武書店 しまじろうの島
- てんまや 桃太郎冒険館
- ちゅうぎん遊Ing館
- 味と祭りのワクワク館
- 日本たばこアフィニススクエア
- 郵政館 虹のゆうびん局
- かけはし産業館
- ニューライフ館（久保田鉄工、IBM、旭化成他）
- エレクトロニクス館（富士通、東芝、日立グループ、NEC）
- サンシャイン館（山陽コカ・コーラボトリング、雪印乳業）
- アメニティーライフ館（コスモ石油他）
- 桃太郎サイエンス館（カバヤ食品、日本ゼオン、共同石油、日本鋼管、野村證券他）
- おかやま夢街道（JR西日本、両備グループ他）
- カワテツスーパーホール
- 林原の花と憩のひろば
- はるやまの泉の広場
- ベルビールの広場
- きらめき通り（クラレ、倉敷紡績）
- RSKサテライトスタジオ

### 香川側
- 名称：香川県瀬戸大橋架橋記念博覧会（瀬戸大橋博'88/四国）
- 主催：香川県瀬戸大橋架橋記念博覧会協会
- テーマ：「交流と創造－21世紀へ向けて」
- 場所：香川県坂出市 番の州沙弥地区（JR四国坂出駅、宇多津駅からピストンバスで約15分）
- 会場面積：約62ヘクタール[1]
- 入場者数：350万人

#### パビリオン・施設
- テーマ館
- 四国館
- さぬき路回廊
- マリンシティ高松館
- 瀬戸大橋記念館
- 坂出・丸亀・善通寺・観音寺 四市共同館
- 郵政館 ゆうあいプラザ
- 四国電力館
- マブチモーターパビリオン バルーンサーカス
- クボタHu-Tech館
- 日立グループ館
- NTTファンタジーシアター
- 三菱未来館
- 三井グループ・東芝館
- NEC C&C パビリオン
- 日本アイ・ビー・エム館
- はてな・おも塩館（日本たばこ産業）
- 日本ハム館
- ヤマキ「源平合戦の館」
- RYUSYO館
- TADANO SPACE PORT
- 三菱自動車ふれあいカートピア
- 立体映像の松下館
- 富士通パビリオン
- JR四国館
- 北一硝子三号館
- 建設館
- コカ・コーラほっとプレイス
- ジャスコワールドバザール館
- でんぱつ50万Vスクエア
- L&Iパビリオン

## 瀬戸大橋博'88での事件・事故
- 1988年7月17日 - 香川県坂出市の四国会場にて設置されていた展望タワー（通称：瀬戸大橋タワー）が地上100メートルで突然故障してストップし乗客員99人がタワーの中に閉じ込められ、その後99人全員がレスキュー隊に6時間半かけて救助された。

## 収支
香川側は約12億円の黒字だった。一方岡山側は、会場から瀬戸大橋が見えないのが災いして目標入場者数にわずかに届かず、約7000万円の赤字だった。